# مارك ديندال
مارك ديندال (بالإنجليزية: Mark Dindal)‏ مخرج سينمائي أمريكي.

## من أفلامها
- 2005، الدجاج الصغير

## روابط خارجية
- مارك ديندال على موقع IMDb (الإنجليزية)
- مارك ديندال على موقع ألو سيني (الفرنسية)
- مارك ديندال على موقع أول موفي (الإنجليزية)
- مارك ديندال على موقع قاعدة بيانات الأفلام السويدية (السويدية)
- مارك ديندال على موقع قاعدة بيانات الفيلم (الإنجليزية)
- مارك ديندال على موقع كينوبويسك (الروسية)